# Edlkofen
Edlkofen ist ein Gemeindeteil der Gemeinde Bruckberg (Niederbayern) im niederbayerischen Landkreis Landshut. 

## Geografie
Das Dorf liegt in der Unteren Isarau im Tal des Klötzlmühlbach, heute ein Abzweig der Amper, dessen Wasserkraft mittels einer Turbine einen Generator in der Bartmühle antreibt und in Landshut nach Durchfließen des Stadtbadgeländes dem Hammerbach und mit diesem der Isar zufließt.
Es befindet sich südwestlich des Hauptortes, beidseitig der Staatsstraße 2045 in Richtung Moosburg. Edlkofen gehört wie auch der Ortsteil Bruckbergerau zur Gemarkung Bruckbergerau.

## Geschichte
Die fruchtbare Niederung ist seit Urzeiten von Menschen besiedelt. Etwa 800 m westlich des Ortskernes befand sich eine etwa drei Hektar große Siedlung der Latènezeit, die als Bodendenkmal geschützt ist.:3 In der Ortsmitte ist eine barocke Kapelle erhalten und steht unter Denkmalschutz.:2 Siehe auch: Liste der Baudenkmäler in Edlkofen
Die Bayerische Uraufnahme zeigt Edlkofen in den 1810er Jahren als eine Streusiedlung mit 35 Herdstellen und der Portmühle.
Der ehemalige Gemeindeteil von Bruckbergerau wurde im Zuge der Gemeindegebietsreform am 1. Januar 1972 nach Bruckberg eingemeindet.

## Infrastruktur
Seit 1857 führt die Bahnstrecke München–Regensburg durch den Ort, ohne dass es dort einen Halt gibt.
Im Gewerbegebiet Edlkofen haben die meisten größeren der in der Gemeinde Bruckberg ansässigen Unternehmen ihren Sitz. Der überwiegende Teil des Ortes ist durch eine offene Eigenheimbebauung und an den Ortsrändern auch von landwirtschaftlichen Zweckgebäuden geprägt.